# Cantore al liuto

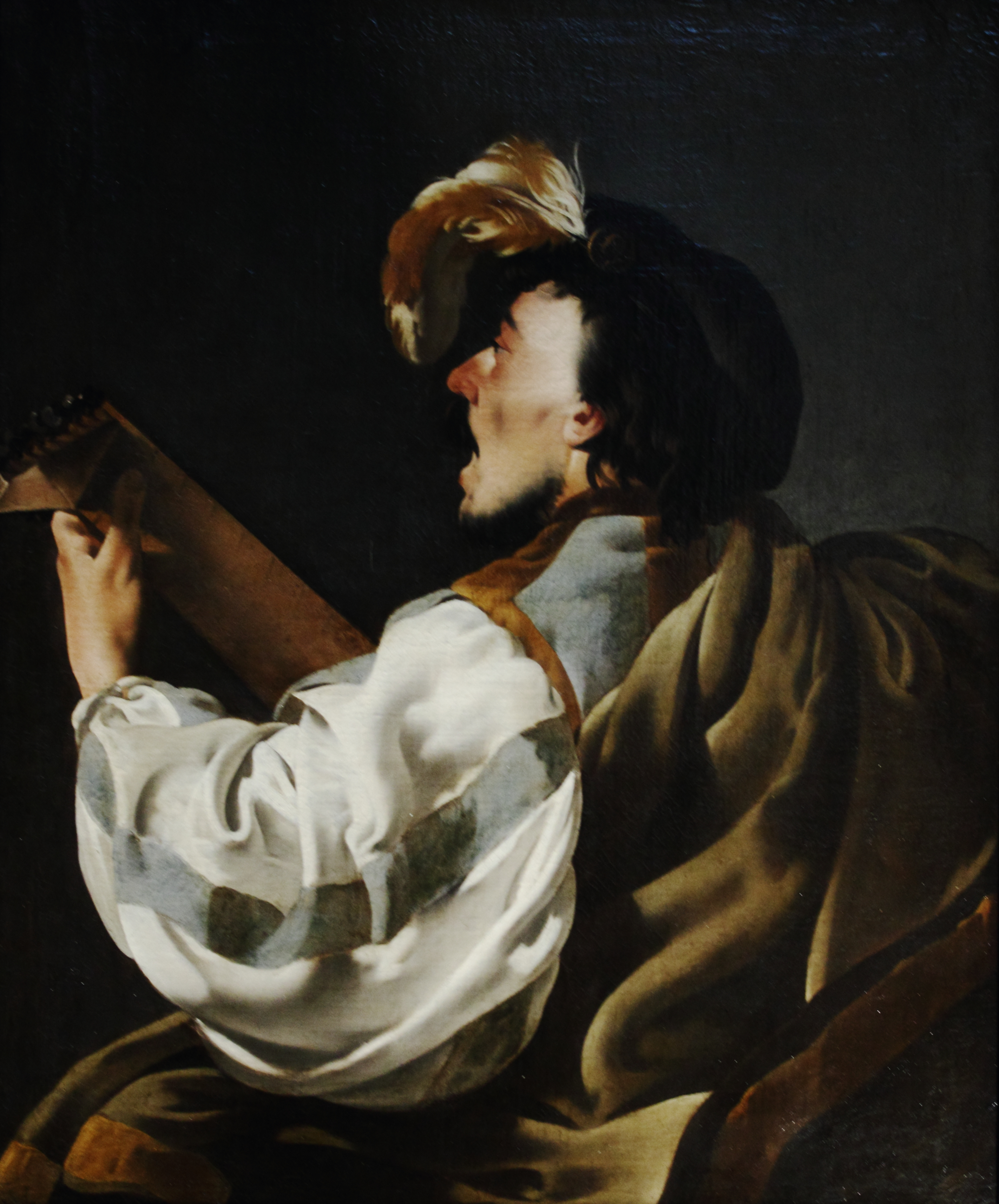
Hendrick ter Brugghen, Un chanteur s'accompagnant au luth, 1624.

Le Cantore al liuto - expression italienne pour désigner les musiciens et les compositeurs à la fin du XVe siècle - est un chanteur s'accompagnant au luth dont la description et la représentation historique trouvent leurs racines lointaines dans le mythe d'Orphée.

## Origines
Si l'image du ménestrel médiéval européen renvoie à celle du plus ancien cantastorie asiatique, la tradition de chanter en s'accompagnant avec les instruments à cordes pincées, dont la mémoire subsiste encore dans notre culture musicale, est étroitement attachée au « Cantore al liuto ».
Le célèbre poète italien Francesco Petrarca (Pétrarque, 1304-1374) fut l'un des premiers poètes italiens appelés de cette façon, et il mettait en musique et chantait ses rimes en s'accompagnant avec son luth ; à son tour, il faisait référence à la tradition des troubadours et trouvères de la France.

## Les interprètes dans l'histoire
Après Pétrarque, au cours de la Renaissance les interprètes les plus connus sont Marchetto Cara, Bartolomeo Tromboncino et Ippolito Tromboncino, dont les qualités d'interprètes sont magnifiées dans le livre  Il Cortegiano par Baldassare Castiglione.
Par la suite, durant le début du seicento, on trouve comme interprète se rattachant à cette tradition Bartolomeo Barbarino dit le Pesarino. 
Les caractéristiques de cette figure particulière de musicien - dont aujourd'hui on a presque complètement perdu la mémoire - sont actuellement proposées par Simone Sorini, ténor et multi-instrumentiste qui au cours des années a développé une connaissance très approfondie des instruments médiévaux et de la Renaissance à cordes pincées ; interprète des répertoires de 1300 à 1600, il utilise ses nombreux instruments - tous reproduits sur la base des anciennes iconographies - pour s'accompagner dans le chant, remettant ainsi en lumière l'ancienne profession de Cantore al liuto.

## Vidéos
- "Vergine Bella" de Bartolomeo Tromboncino interprété par Simone Sorini
- "Non so qual'ì mi voglia"
- "Lucente Stella
- "Polorum Regina" e "Laus Trinitati"
- "Chiare, fresche, dolci acque"
- "Baude Cordier - Jacob de Senlèches"
- "A Madre de Jesu Cristo"